# Baptisten in Ostfriesland

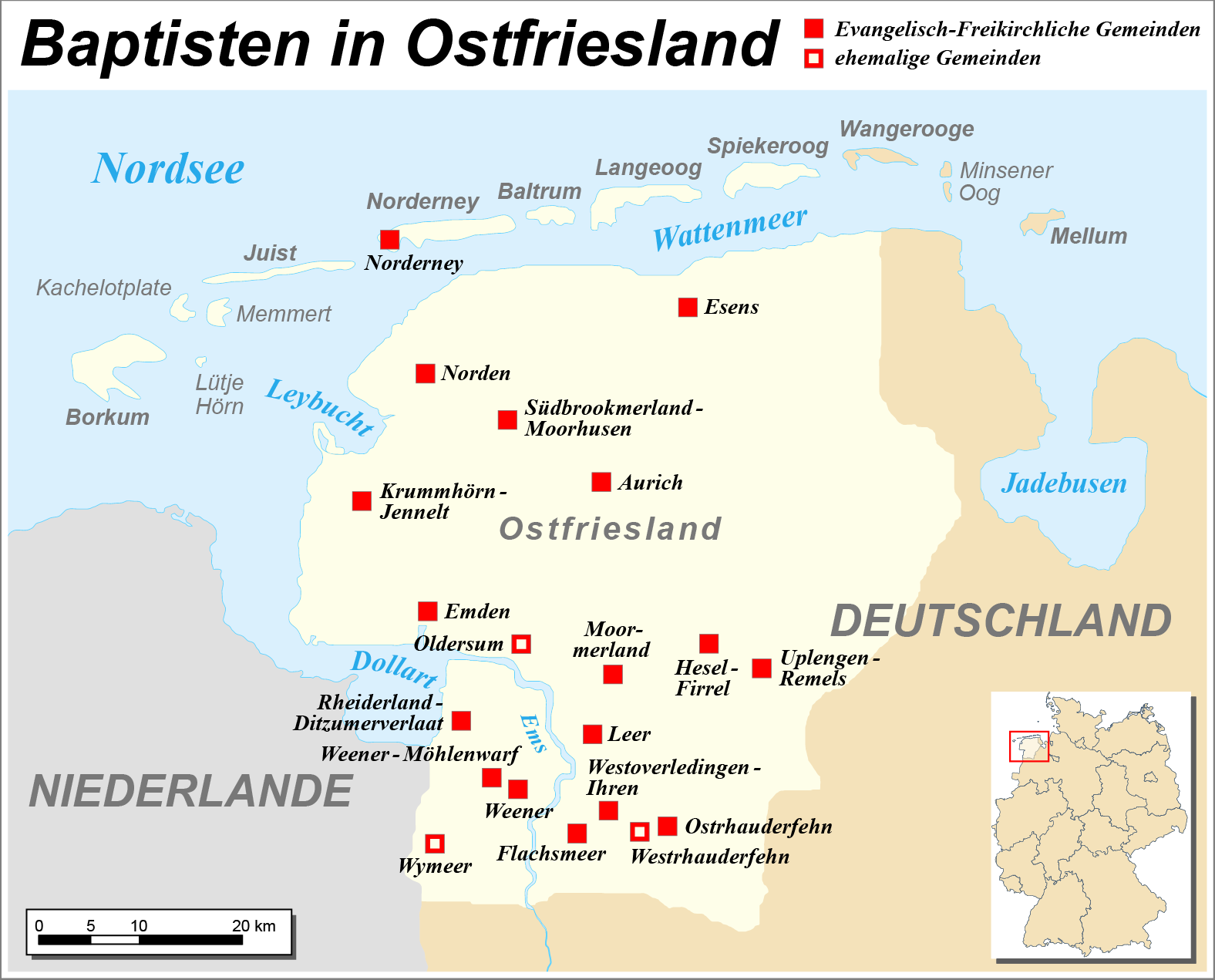
Baptistengemeinden in Ostfriesland

Die Anfänge der Baptisten in Ostfriesland reichen in die 1820er Jahre zurück, ihre eigentliche Geschichte beginnt allerdings erst 1845. Heute sind im ostfriesischen Raum 14 selbständige Baptistengemeinden mit vier Filialgemeinden beheimatet. Organisatorisch gehören sie zum Evangelisch-Freikirchlichen Landesverband Baptisten im Nordwesten und innerhalb dieses Landesverbandes zur regionalen Vereinigung Ems-Jade-Mission (EJM).

## Geschichte

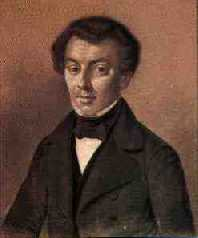
Johann Gerhard Oncken

Christian Bonk, „der erste Baptist Ostfrieslands“

Gottfried Wilhelm Lehmann

Im Jahr 1827 reiste Johann Gerhard Oncken, der spätere Begründer des deutschen Baptismus von seinem Wohnsitz Hamburg in die Niederlande. Seine Reiseroute führte ihn durch Leer. Hier bestieg er bei Leerort die Emsfähre und verteilte unter den Passagieren christliche Traktate. Eine dieser Flugschriften fiel auch in die Hände des Leeraner Kaufmanns Christian Bonk, der spontan den Wunsch äußerte, Onckens nähere Bekanntschaft zu machen. Oncken, der zu dieser Zeit Secretair der Niedersächsischen Traktat-Gesellschaft war, nahm die Einladung an und verbrachte auf seiner Rückreise mehrere Tage im Haus der Leeraner Kaufmannsfamilie.
Zum Freundeskreis der Familie Bonk gehörte auch Gottfried Wilhelm Lehmann, der neben Johann Gerhard Oncken und Julius Köbner als einer der Gründerväter der deutschen Baptisten gilt. Lehmann stammte aus Berlin, hatte bei seinem Onkel in Leer das Sattlerhandwerk erlernt und sich unter dem Einfluss eines „erweckten“ Kreises junger Leute bekehrt. Danach war er in seine Berliner Heimat zurückgekehrt. Zwischen Oncken und Lehmann entwickelte sich ab 1830 – wohl durch die Vermittlung Bonks – eine Verbindung, die zunächst in einem Briefwechsel bestand und bald darauf zu einer persönlichen Begegnung führte. 1834 ließ Oncken sich von dem amerikanischen Theologieprofessor Barnas Sears in der Elbe bei Hamburg taufen und gründete anschließend mit sechs weiteren Getauften die erste deutsche Baptistengemeinde. Am 13. Mai 1837 taufte Oncken dann Gottfried Wilhelm Lehmann in Berlin und bestimmte ihn zum Ältesten der zwei Tage nach der Taufe konstituierten Berliner Baptistengemeinde.
Zwischen Lehmann und Christian Bonk bestand über all die Jahre ein enger Kontakt, der nicht zuletzt durch verschiedene Aufenthalte in Leer gepflegt worden war. 1840 reiste Lehmann nach London, um mit englischen Baptisten in Verbindung zu treten. Sowohl auf der Hin- als auch auf der Rückreise von besuchte er bei dieser Gelegenheit wieder die Freunde in Leer und hielt bei dieser Gelegenheit sehr gut besuchte evangelistische Versammlungen ab, die unter den Teilnehmern eine „große Bewegung“ auslösten. Lehmann muss bei diesen Veranstaltungen auch über das Thema Gläubigentaufe gesprochen haben. Anlass dazu waren wahrscheinlich Mitglieder der Mennonitenkirche Leer, die bei der erwähnten Evangelisation anwesend waren. Die Versammlungen blieben nicht ohne Frucht. Es entstand ein kleiner Kreis Interessierter, der in der Folgezeit von den Jeveraner Baptisten Johann Ludwig Hinrichs und Anton Friedrich Remmers begleitet wurde. Am Neujahrstag 1842 war Lehmann wieder zu Gast in Leer und referierte im Hause der Familie Bonk über Fragen nach Taufe und Gemeinde. Es sollte aber noch drei Jahre dauern, bis Bonk sich für die Taufe entschied. Im Herbst 1845 kam Johann Gerhard Oncken nach Leer und taufte am 18. Oktober Christian Bonk und mit ihm Hinrich Coords, der ebenfalls zu dem erwähnten Kreis gehörte. Beide gelten als die ersten ostfriesischen Baptisten.
In der Folgezeit entstand die Baptistengemeinde Ihren, die im niederländischen und ostfriesischen Raum zahlreiche Predigtstationen eröffnete, die nur wenig später zu eigenständigen Gemeinden heranwuchsen. Maßgeblich beteiligt an dieser Entwicklung waren der Jeveraner Dorfschullehrer Johann Ludwig Hinrichs, der mittelfränkische Handwerksgeselle Johann Carl Cramer, der rheiderländische Schmied Johann Pieter de Neui sowie der Theologe im Bauernrock Harm Willms.
Einen schmerzlichen Aderlass erlitt die junge baptistische Bewegung durch die Auswanderung vieler Gemeindemitglieder in die Vereinigten Staaten. Die Gründe für die Auswanderung sind vielschichtig, ein wesentliches Moment ist jedoch die Glaubensfreiheit, die den Baptisten und anderen Dissidenten in Ostfriesland bis in die 1870er Jahre verweigert wurde. Ihren Höhepunkt erreichte die Auswandererwelle in den Jahren 1865 bis 1869.

## Gemeinden
In Ostfriesland existierten 2011 vierzehn Baptistengemeinden mit insgesamt vier nichtselbstständigen Filialen. Eine der ostfriesischen Filialen, die Baptistengemeinde Ostrhauderfehn, ist Zweigstelle der ammerländischen Baptistengemeinde Augustfehn. Mit den Baptistengemeinden in Wilhelmshaven, Barßel und im Landkreis Friesland sind die ostfriesischen Baptisten im Regionalverband Ems-Jade-Mission zusammengeschlossen. Darüber hinaus gehören sie zum evangelisch-freikirchlichen Landesverband Baptisten im Nordwesten sowie zum Bund Evangelisch-Freikirchlicher Gemeinden in Deutschland. 

### Landkreis Aurich

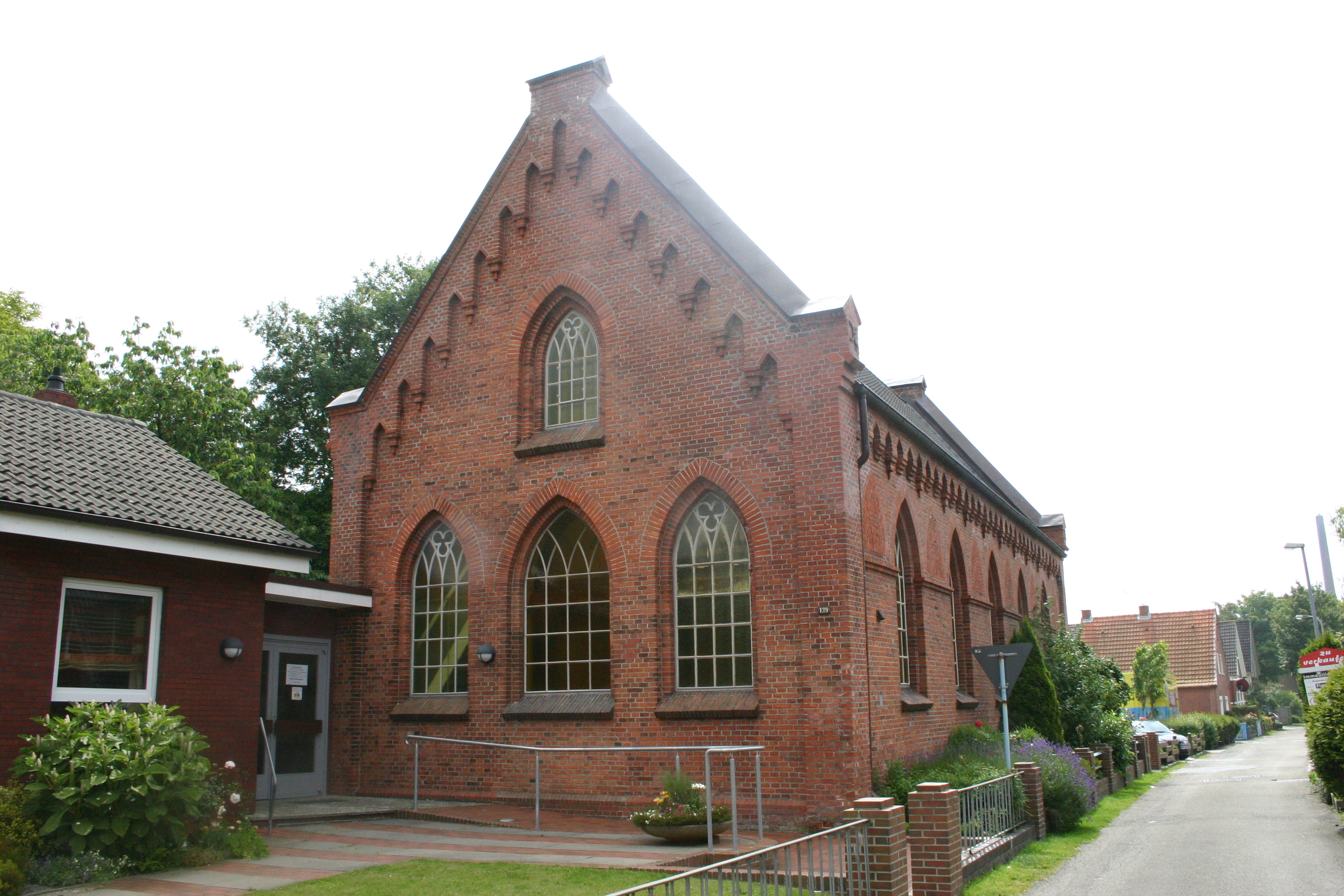
Baptistengemeinde Norden

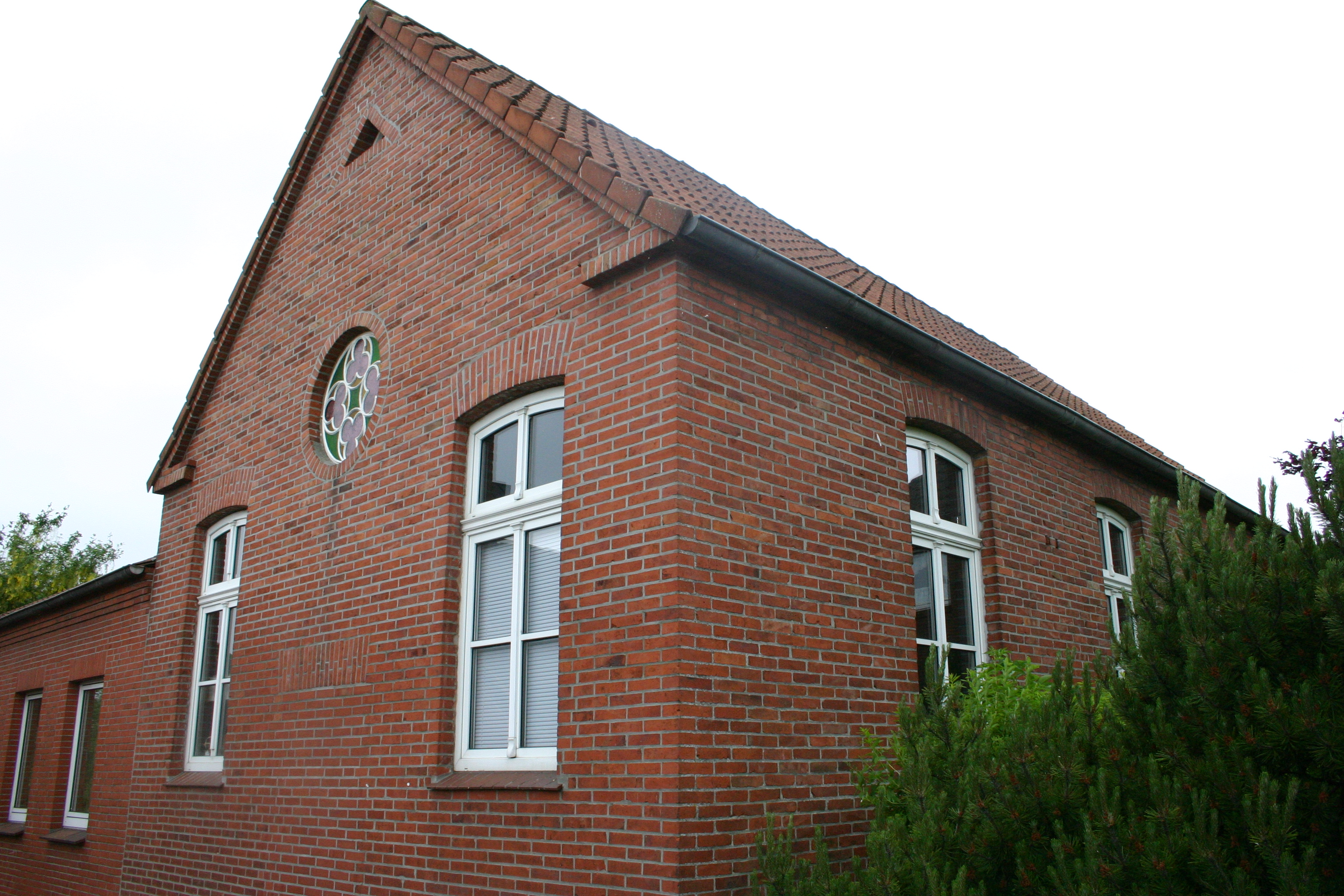
Baptistengemeinde Jennelt

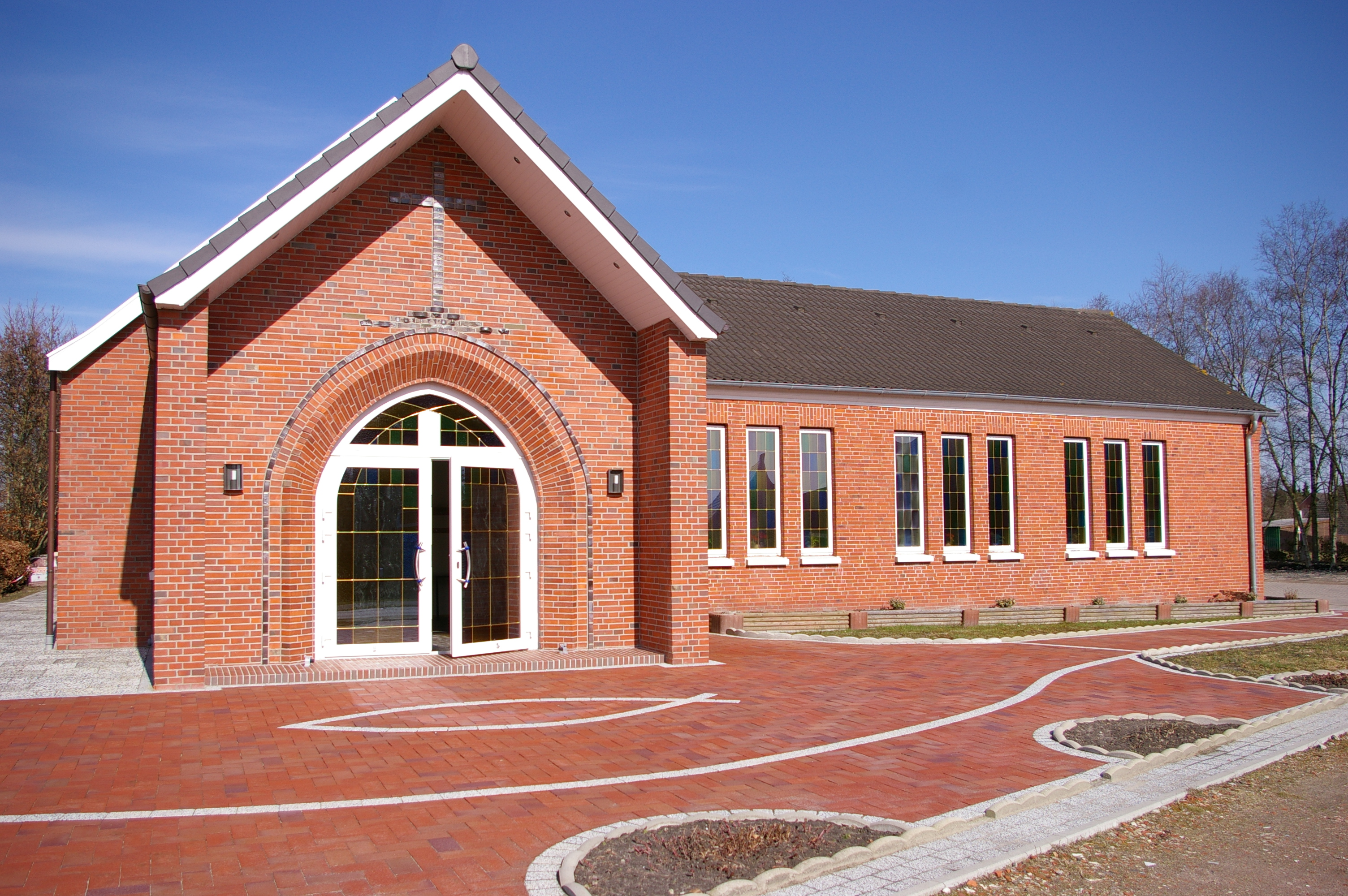
Baptistengemeinde Moorhusen

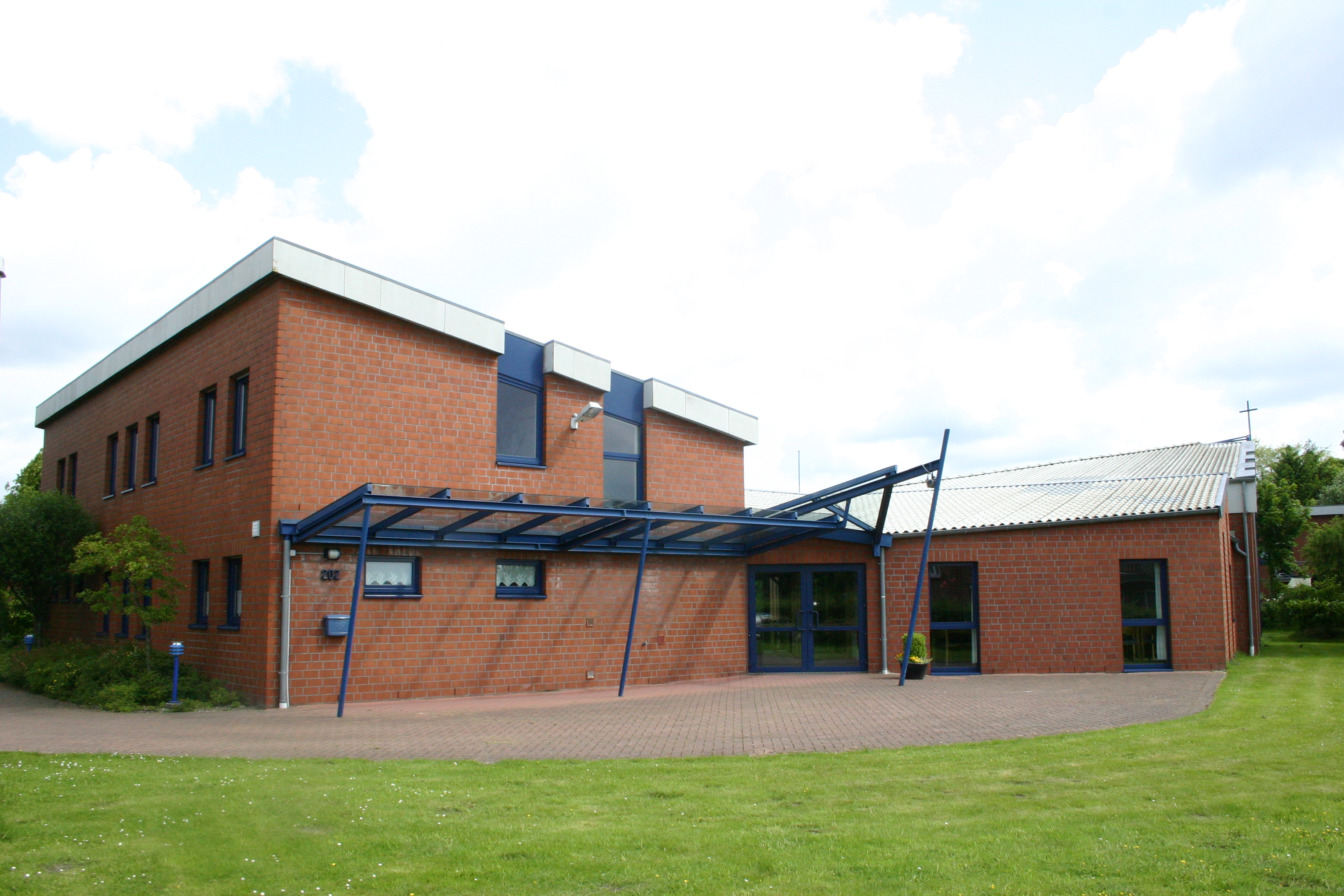
Baptistengemeinde Aurich-Rahe

Die älteste Baptistengemeinde des Landkreises Aurich befindet sich in Jennelt. Sie wurde 1865 in Hamswehrum als Tochter der Ihrener Baptistengemeinde gegründet und verlegte zehn Jahre später ihren Sitz in das Krummhörner Dorf Jennelt. Die Jennelter Gemeinde wurde in den folgenden Jahren und Jahrzehnten zur Muttergemeinde der Norder, Emder, Moorhusener und Auricher Baptisten. 
Die zweitälteste Baptistengemeinde des Landkreises Aurich ist die Gemeinde der Christuskirche Norden. Ihr Anfänge gehen auf Johann Carl Cramer (1825–1850) zurück. Als selbstständige Gemeinde konstituierten sich die Norder Baptisten im Jahr 1900. Aus demselben Jahr datiert auch die Errichtung ihrer Kapelle gebaut. Das Gebäude trägt seit 1957 offiziell die Bezeichnung „Christuskirche“. Auf Norderney besteht seit den 1990er Jahren eine Zweiggemeinde der Christuskirche Norden, die sich in den Räumlichkeiten des Nordneyer Seehospizes versammelt.
Zwar gehen die Anfänge der Baptistengemeinde Moorhusen auf die 1840er Jahre zurück, ihr Selbstständigkeit erlangte sie aber erst im Jahre 1908. 1936 wurden die Räumlichkeiten zu klein, so dass ein Predigerhaus an die Kapelle angebaut wurde und die frei werdenden Räume der alten Wohnung als Gemeinderäume genutzt werden konnten. 1964 wurde die Kapelle erneut in größerem Umfang umgebaut. Dabei wurde der heute noch genutzte Gottesdienstraum an das Gebäude angebaut. In den Jahren 1973/74 statt wurde dem Predigerwohnhaus ein Stück vorgebaut. Die bislang letzten Baumaßnahmen fanden in den Jahren 2008 bis 2010 statt. 
Die Gemeinde der Kreisstadt Aurich ist die jüngste des Landkreises. Ursprünglich war sie ein Zweig der Jennelter und danach der Moorhusener Baptistengemeinde. Schließlich wurde sie der Emder Gemeinde zugeordnet und verblieb deren Tochter bis zu ihrer Selbstständigwerdung im Jahre 1961. Bis 1958 fanden die gemeindlichen Zusammenkünfte im Gymnasium Ulricianum statt. Die 1958 eingeweihte Kreuzkirche, eine so genannte Brauer-Kapelle, am Eickebuscher Weg diente zirka 40 Jahre als Gemeindezentrum. Seit 1998 hat die Evangelisch-Freikirchliche Gemeinde Aurich ihr Domizil im neu erbauten Gemeindezentrum an der Oldersumer Straße in Aurich-Rahe.

### Landkreis Wittmund

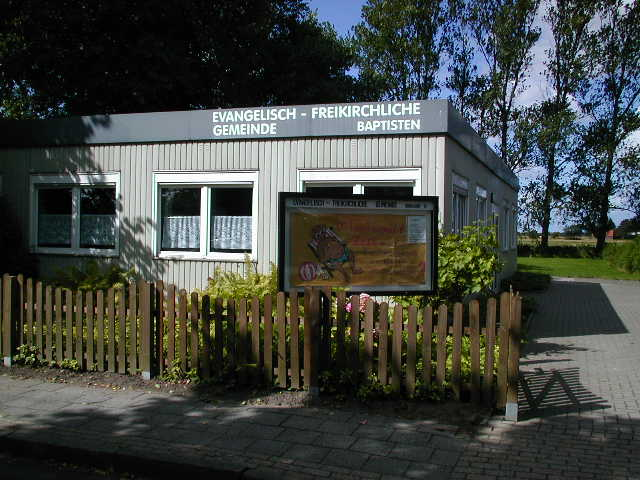
Containerkirche Esens

Die einzige Baptistengemeinde des Landkreises Wittmund befindet sich in Esens. Sie entstand in den 1990er Jahren und geht auf eine Gemeindegründungsinitiative der Ems-Jade-Mission zurück. Ihre Selbstständigkeit erlangte sie im Jahr 2007. Vorher war sie ein Zweig der Evangelisch-Freikirchlichen Gemeinde (Baptisten) Norden. Ihre Gottesdienste fanden zunächst in Privathäusern und anschließend in der Esenser Peldemühle statt. Im Jahr 1994 erhielt sie ein eigenes aus zehn Containern errichtetes Gemeindezentrum am Hohekamp. Im Jahr 2011 wurde neben der Containerkirche der Grundstein für ein neues Gemeindezentrum gelegt. Die Einweihung des neuen Gotteshauses fand im Oktober 2012 statt.
Die in den anderen Orten des Landkreises Wittmund wohnhaften Baptisten gehören zu den umliegenden Evangelisch-Freikirchlichen Gemeinden. Wittmunder Gemeindemitglieder orientieren sich in der Regel nach Jever, Horstener nach Wilhelmshaven und Baptisten aus dem Großraum Friedeburg nach Firrel.

### Stadt Emden
Eine besondere Entstehungsgeschichte weist die Baptistengemeinde Emden auf. Sie ist keine genuin baptistische Gemeindegründung, sondern hat eine ihrer wichtigsten Wurzeln in der hugenottischen Gemeinde der „Abgeschiedenen unter dem Kreuz“ (auch als Französisch-reformierte Gemeinde bekannt), von der ein Teil sich dem baptistischen Tauf- und Gemeindeverständnis zuwandte – darunter ihr Prediger Samuel Cornelius de Haan. Eine erste Taufe von 13 ehemaligen Mitglieder der „Gemeinde unter dem Kreuz“ erfolgte am 7. Juni 1866. Sie bildeten eine Predigtstation der Baptistengemeinde Hamswehrum (später: Jennelt) und wurden ab 1868 seelsorgerlich von Prediger Mekke Willms Swyter betreut. Das Gotteshaus der französisch-reformierten Gemeinde kam ebenfalls in den Besitz der Emder Baptisten. Die offizielle Konstituierung als selbständige Baptistengemeinde erfolgte 1902. Zur Zeit (2012) ist sie die größte unter den ostfriesischen Baptistengemeinden.

### Landkreis Leer

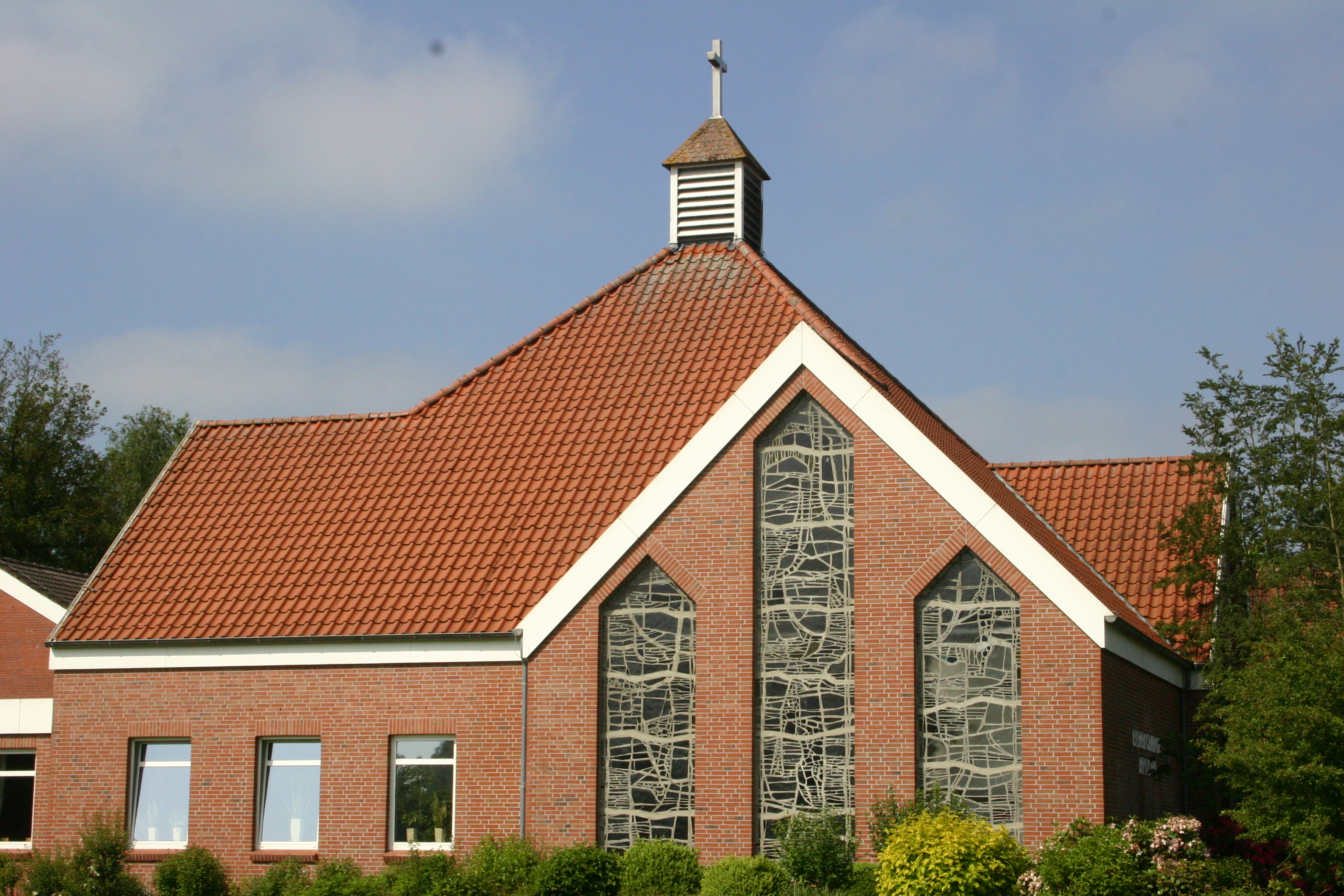
Baptistengemeinde Ihren

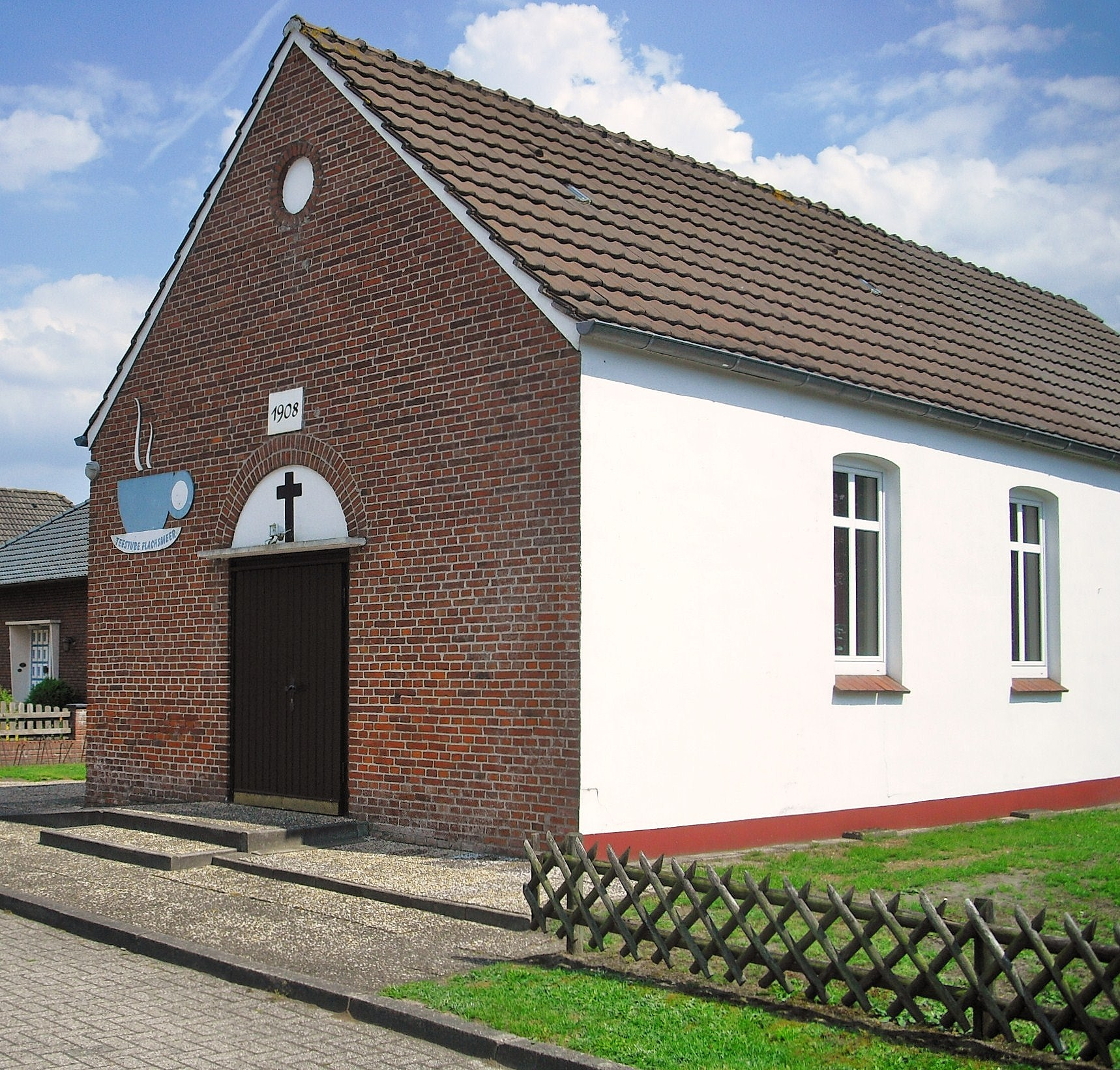
Baptistenkapelle Flachsmeer (inzwischen abgerissen)

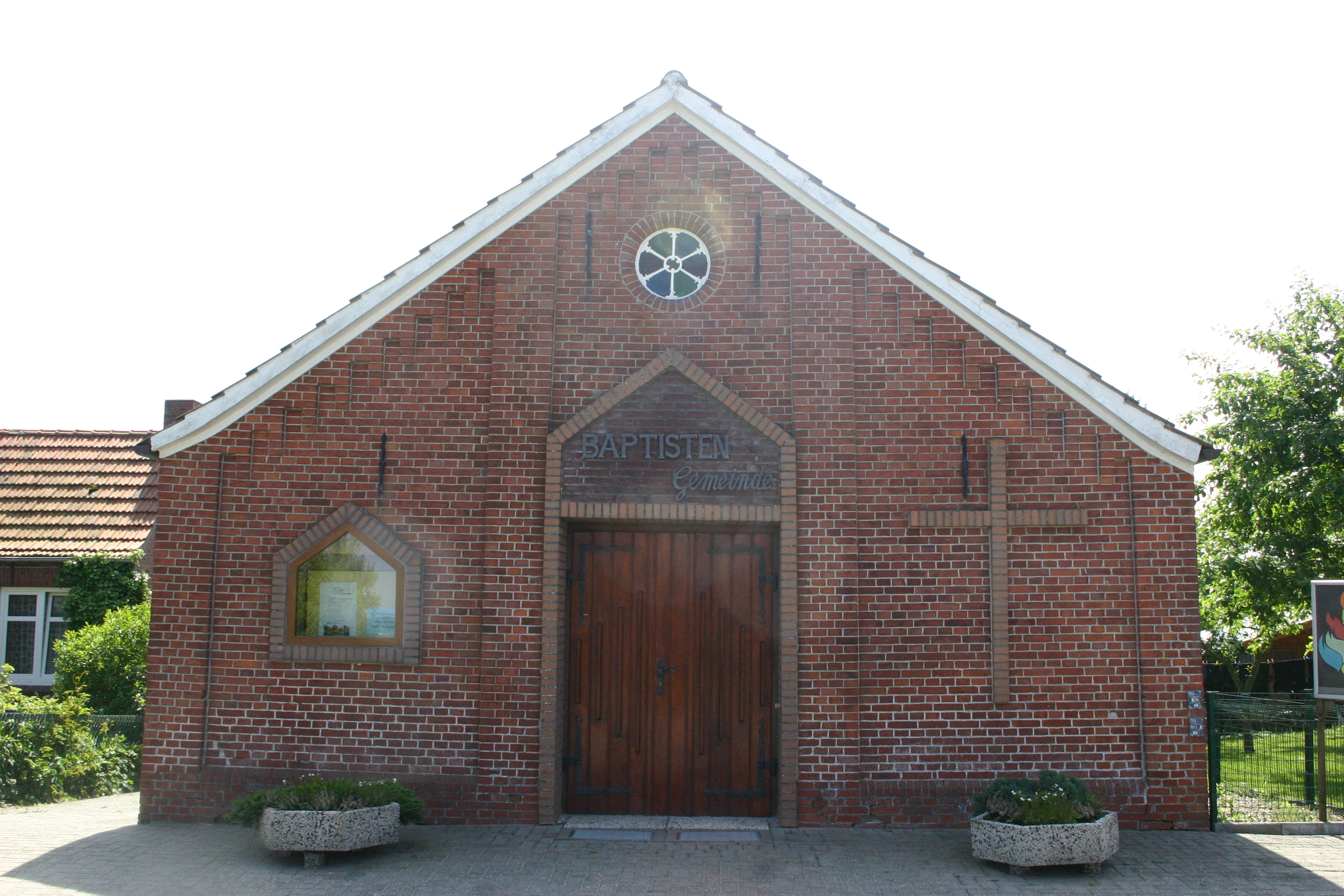
Baptistengemeinde Ditzumerverlaat

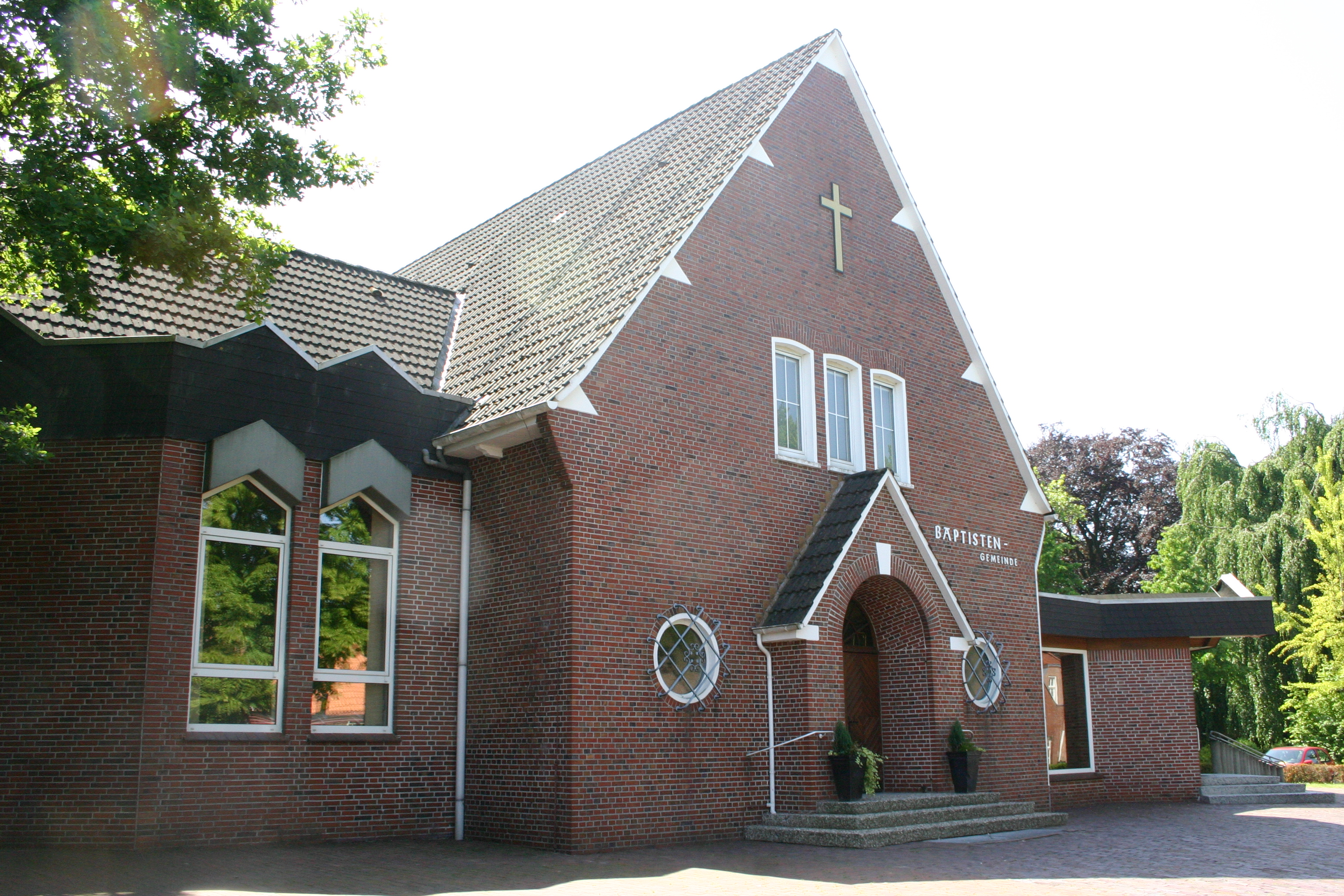
Baptistengemeinde Weener

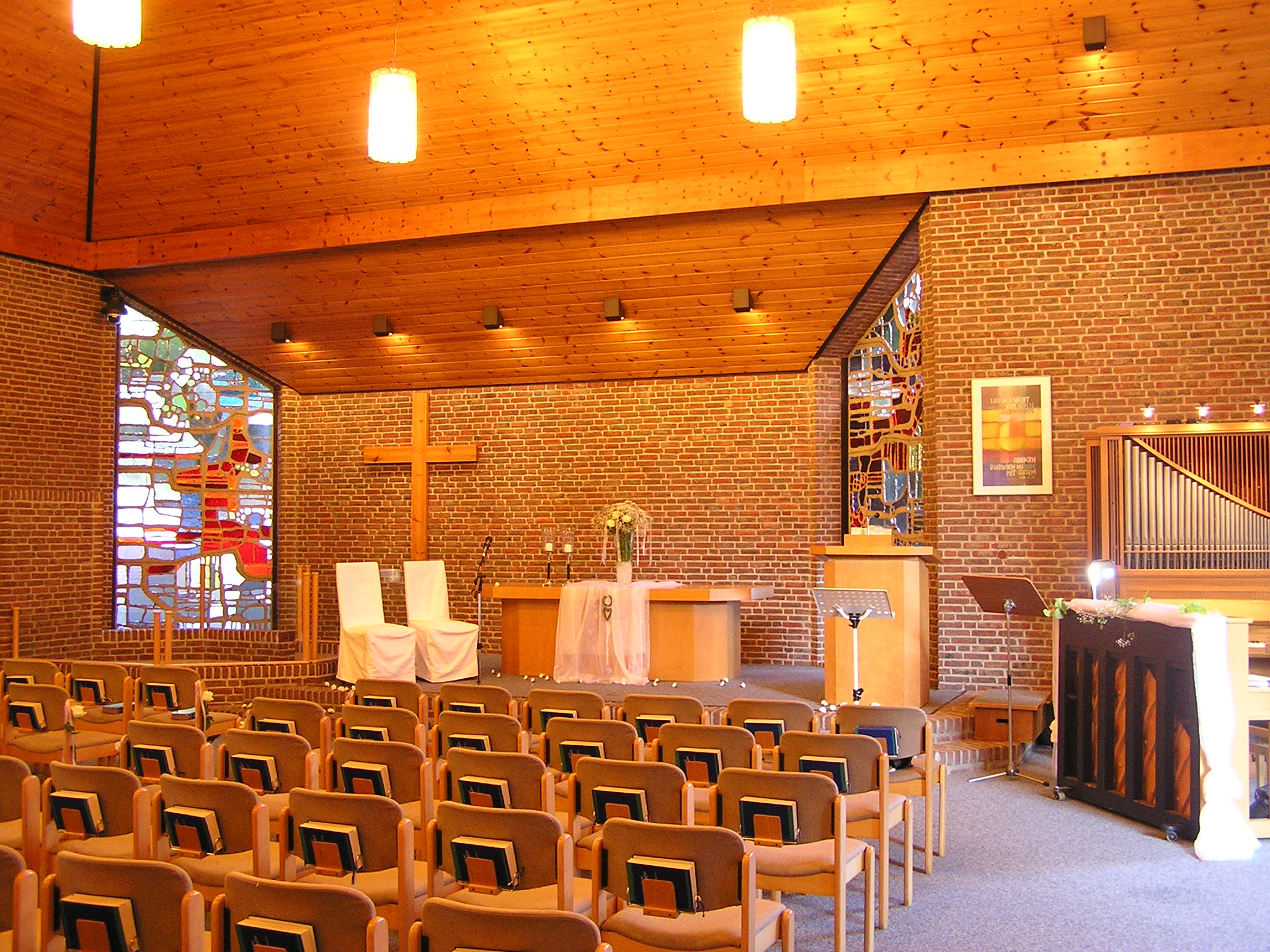
Inneres der Baptistenkirche Leer

Im Landkreis Leer bestehen insgesamt acht selbstständige Baptistengemeinden und zwei Zweigstellen. Damit befinden sich hier mehr als die Hälfte der ostfriesischen Baptistengemeinden. Der Anteil der Baptisten an der Gesamtbevölkerung des Landkreises beläuft sich auf 0,83 %. In keiner anderen Region Deutschlands sind die Baptisten stärker vertreten. Eine Besonderheit stellen im Landkreis Leer die Baptistengemeinden Firrel und Remels dar. Während alle anderen Gemeinden dieser Freikirche an den Körperschaftsrechten des Bundes Evangelisch-Freikirchlicher Gemeinden partizipieren, haben die genannten Gemeinden, die bis 2004 Teilgemeinden der Baptistengemeinde Firrel-Remels waren, eigene Körperschaftsrechte, die ihnen 1985 vom Niedersächsischen Kultusministerium verliehen wurden. Nach ihrer organisatorischen Trennung erhielten beide nunmehr selbständige Ortsgemeinden eigene Körperschaftsrechte.
Die Anfänge der Baptistengemeinde in Ihren wurden bereits im Geschichtsteil ausführlich geschildert. Ihre Kirche befindet sich heute am Kapellenweg in Westoverledingen. Der Vorgängerbau, das Haus zum Gottesdienst, befindet sich auf demselben Grundstück und wurde in den Neubau integriert. Er dient heute als Raum für Gemeinschaftsveranstaltungen. In Flachsmeer unterhielt die Gemeinde als Zweigstelle ein kleines Gotteshaus, das unter anderem für Wochenveranstaltungen genutzt wurde.
Die Baptistengemeinde Weener besitzt ein Kirchengebäude in Weener und ein weiteres Gemeindezentrum in Möhlenwarf. Ihre Anfänge gehen auf eine von Julius Köbner vollzogene Gläubigentaufe im Jahr 1846 zurück. Taufort war die sogenannte Lotts Tilke am Weeneraner Tief. Im Jahr 1880 konnte das erste Gotteshaus der Gemeinde, dessen ursprüngliche Gestalt durch An- und Umbauten heute nicht mehr zu erkennen ist, seiner Bestimmung übergeben werden. Bis dahin hatte man sich in einem Privathaus versammelt. Im Jahr 1896 erhielt die Baptistengemeinde Weener ihre Eigenständigkeit. Neben ihrer Gemeindearbeit in Weener und dessen Stadtteil Möhlenwarf betreibt die Gemeinde seit 2000 auch den Kindergarten Jona.
1849 wurde von Ihren aus in Leer eine Zweiggemeinde gegründet, die anfänglich aus 10 Mitgliedern bestand. Die geheimen gottesdienstlichen Versammlungen fanden zunächst in verschiedenen Privatwohnungen statt. Weitere Umzüge folgten, bis die Gemeinde am 13. April (Karfreitag) 1900 ihr erstes Gotteshaus an der Ubbo-Emmius-Straße einweihen konnte. An diesem Tag löste sich die Zweiggemeinde Leer von ihrer Muttergemeinde und wurde als selbstständige Gemeinde in den Bund der deutschen Baptistengemeinden aufgenommen. Einen Wachstumsschub erlebten die Leeraner Baptisten nach dem Zweiten Weltkrieg durch den Zuzug von Flüchtlingen aus den Ostgebieten. 1983 erbaute die Gemeinde nach Abbruch des alten Gotteshauses auf dem angestammten Grundstück eine neue Kirche.
Die Baptistengemeinde Firrel wurde 1873 als Gemeinde getaufter Christen zu Neudorf gegründet. In den Folgejahren verlagerte sich die Gemeindearbeit nach Firrel. Hier kamen 1877 die ersten Personen durch die Gläubigentaufe zur Gemeinde. Damit wurde Firrel ein neuer Schwerpunkt der Gemeindearbeit. 1896 wurde hier die erste Kapelle – und damit das erste Gotteshaus in diesem Dorf – errichtet. Nach dem Bau der ersten Firreler Kapelle erfolgte auch eine Namensänderung. Aus der Gemeinde getaufter Christen in Neudorf wurde die Baptistengemeinde Firrel. 1936 wurde ein neues Gotteshaus errichtet. Die heutige Baptistenkirche in Firrel stammt aus dem Jahr 1989. Der Vorgängerbau besteht noch und wird als Gemeindezentrum genutzt. 
Die Baptistengemeinde Ditzumerverlaat wurde um zum zweiten Mal 1875 gegründet, nachdem ein erster Gründungsversuch zehn Jahre vorher gescheitert war. Als eine Witwe der Gemeinde ein Grundstück schenkte, wurde darauf eine kleine Kapelle in Eigenleistung und mithilfe finanzieller Unterstützung anderer Gemeinden erbaut. Zu Beginn des Zweiten Weltkriegs drohte das Gebäude enteignet und in ein Gefangenenlager umgebaut zu werden, was 1941 durch einen Prozess in Berlin verhindert werden konnte.
Jüngste Baptistengemeinde des Landkreises Leer ist die 2006 gegründete Gemeinde in Ostrhauderfehn. Sie ging aus einem von der Baptistengemeinde Augustfehn betreuten Hauskreis hervor. Die Versammlungen fanden zunächst in einem umgenutzten Lebensmittelgeschäft statt und wurden anschließend in das ehemalige Geschäftsgebäude Elysée-Palast verlegt, das für gemeindliche Zwecke umgebaut wurde. Nachdem dieses Gebäude einem Brandanschlag zum Opfer fiel, hat die junge Gemeinde in einem Gebäude an der Offenbachstraße 3 ihr neues Domizil gefunden.

## Ehemalige Gemeinden und Zweiggemeinden

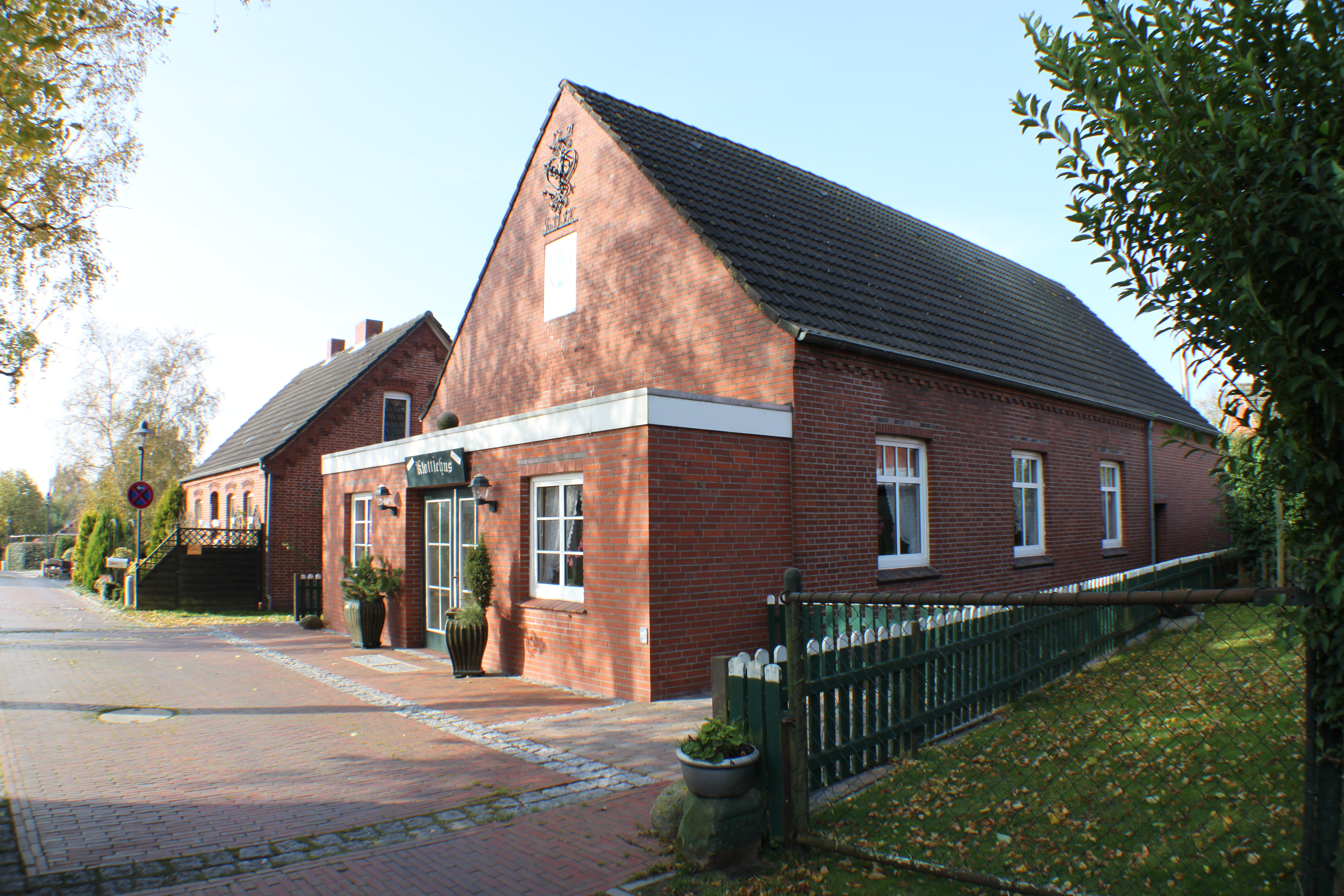
Ehemalige Baptistenkirche Oldersum, heute Klottjehus des Heimatvereins

Einige baptistische Gemeinde- und Zweiggemeindestandorte wurden im Laufe der Zeit wieder aufgegeben. Gründe dafür waren unter anderem die örtliche Verlagerung der Gemeindearbeit sowie Mitgliederschwund durch Abwanderung. Einige Filialen existierten nur wenige Jahre und hinterließen keine Sakralbauten. In anderen Fällen wurden das bestehende Kirchengebäude verkauft und dann einer anderen Nutzung zugeführt. Beispiele dafür sind die ehemaligen baptistischen Gotteshäuser in Westrhauderfehn und Oldersum. Die Oldersumer Baptistenkirche dient heute als Begegnungsstätte des Heimatvereins.
In den Nachkriegsjahren gab es in Wittmund eine baptistische Notkirche, die im Ortsteil Isums stand und vor allem von Flüchtlingen aus den ehemaligen deutschen Ostgebieten besucht wurde. Nach dem Wegzug der Flüchtlinge, die vor allem im Ruhrgebiet eine neue Heimat fanden, wurde der Standort, der damals von der Baptistengemeinde Jever betreut wurde, aufgegeben. Die Notkirche, eine Holzbaracke, wurde abgerissen.
Die Baptistengemeinde Moorhusen besaß bis in die 1990er Jahre eine Station in Großheide, deren Veranstaltungen von ortsansässigen Gemeindemitgliedern besucht wurden. Während die Sonntagsgottesdienste ausschließlich in der Moorhusener Kapelle stattfanden, traf man sich in Großheider Privathäusern zu regelmäßigen Bibelgesprächen. Nach Tod und Wegzug vieler Gemeindeglieder wurde diese Filiale Anfang 2000 aufgegeben.
Die Baptistengemeinde Wymeer existierte als selbständige Körperschaft von 1921 bis 2016. Ihre Mitglieder wurden an die Baptistengemeinde Weener überwiesen. Ihr Gotteshaus, die Friedenskapelle Wymeer wurde in private Hände verkauft.

## Sozialdiakonische Einrichtungen
Die ostfriesischen Baptisten betreiben eine Reihe von diakonischen Einrichtungen. Dazu gehört die Familienferienstätte tohuus in Norden, deren Träger das Evangelisch-Freikirchliche Diakoniewerk Bremen ist. Die Weeneraner Baptistengemeinde ist Trägerin des Kindergartens Jona. Über ein eigenes sozialdiakonisches Werk verfügt die Veenhusener Baptistengemeinde. Einer der Arbeitszweige dieses Werkes ist die Kindertagesstätte Spatzennest. Die Baptistengemeinde Moorhusen bietet eine Kleiderkammer im Zusammenhang ihres Begegnungscafés Thekla(r) eine Kleiderkammer an, dem ein kleines Sozialkaufhaus angeschlossen ist.

## Persönlichkeiten

P. J. de Neui unter nordwestdeutschen Missionsarbeitern (rechter Bildrand, stehend)

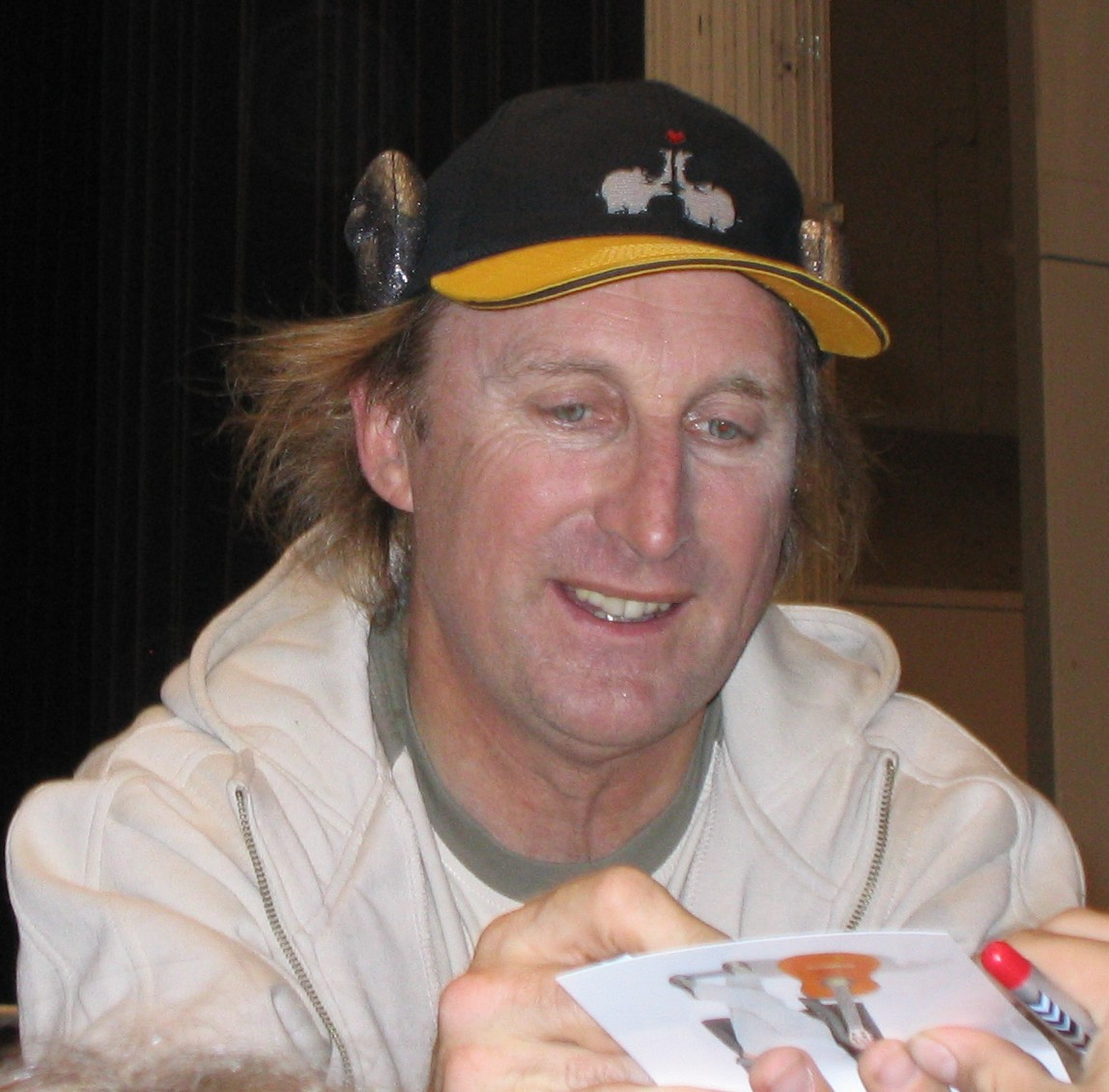
Otto Waalkes (2005)

Bernhard Weerts und Frau

Mit der ostfriesischen baptistischen Bewegung sind eine Reihe von Persönlichkeiten verbunden, die sowohl innerhalb als auch außerhalb dieser Freikirche Bedeutung erlangt haben. Dazu gehören unter anderem (in alphabetischer Reihenfolge):
- Johann Carl Cramer (* 24. Mai 1825 in Markt Berolzheim / Mittelfranken; † 4. August 1850 in Hamburg) war ein wandernder Tischlergeselle und Pionier der baptistischen Bewegung in Nordwestdeutschland, besonders in Ostfriesland.
- Winfried Eisenblätter (* 19. Mai 1934 in Emden) ist ein emeritierter baptistischer Geistlicher und Dozent für Altes Testament am 'Theologischen Seminar des Bundes Evangelisch-Freikirchlicher Gemeinden. Bekanntheit erlangte er auch als theologischer Schriftsteller.
- Johann Ludwig Hinrichs (* 3. Juli 1818 in Jever; † 1901 in Elbing) gehörte neben Johann Gerhard Oncken, Julius Köbner und Gottfried Wilhelm Lehmann zur Gründergeneration der deutschen Baptisten. Der Name des ehemaligen Volksschullehrers ist sowohl mit den Anfängen des ostfriesischen sowie oldenburgischen als auch des österreichischen Baptismus eng verbunden.
- Johann Pieter de Neui (* 23. Oktober 1828 in Ditzumerverlaat; † 12. Februar 1907 in George (Iowa), Iowa) war ein Schmiedegeselle und einer der bedeutendsten Missionare der Baptisten im Nordwesten. Er gilt auch als Mitbegründer der niederländischen Baptistenbewegung.
- Enno Popkes (* 7. Januar 1904 in Jennelt; † 25. Juli 1959 in Ihrhove), war ein ostfriesischer Orgelbau- und Glockensachverständiger, Organist sowie Kirchenmusiker. Bekanntheit erlangte er auch durch die Herausgabe und Bearbeitung von Notenmaterial für Kirchenchöre.[22]
- Wiard Popkes (* 30. Juni 1936 in Westoverledingen-Ihren; † 2. Januar 2007 in Lüneburg) war ein baptistischer Theologe. Er lehrte als Dozent für das Neue Testament am Theologischen Seminar des Bundes Evangelisch-Freikirchlicher Gemeinden und als Honorarprofessor an der Theologischen Fakultät der Universität Hamburg.
- Anton Friedrich Remmers (* 27. April 1816 in Jever; † 9. Februar 1881 ebenda) war Buchbinder, Evangelist und langjähriger Vorsteher und Ältester der Baptistengemeinde Jever. Er gehörte zu den Gründerpersönlichkeiten der deutschen Baptisten. Sein Wirkungsfeld ging weit über seine friesländische Heimat hinaus.
- Mekke Willms Swyter (* 8. Oktober 1838 in Eilsum; † 19. April 1900 in Aplington, Iowa) war ein baptistischer Geistlicher und Pionier der baptistischen Bewegung in Nordwestdeutschland. Während der zweiten Hälfte seiner Dienstzeit war er als Missionar unter ostfriesischen Auswanderern in Iowa / USA tätig.
- Otto Waalkes (* 22. Juli 1948 in Emden), häufig einfach nur Otto genannt, ist ein ostfriesisch-deutscher Komiker, Comiczeichner, Sänger und Schauspieler. Seine Mutter gehörte zur Baptistengemeinde Emden, deren Sonntagsschule er auch besuchte.
- Bernhard Weerts (* 17. Juli 1858 in Firrel; † 19. März[23] 1929 in Berlin) war ein baptistischer Geistlicher, der innerhalb des deutschen Baptistenbundes eine Reihe bedeutender Ämter bekleidete. Unter anderem war er als Vorsitzender der Schulkommission Leiter des baptistischen Theologischen Seminars Hamburg-Horn.
- Harm Willms (* 31. Oktober 1822 in Ihrhove; † 2. August 1893 in Weener) war ein baptistischer Geistlicher und Missionar, der zur Gründergeneration des deutschen Baptismus gehörte und als theologischer Autodidakt sowie Schriftsteller einen maßgeblichen Einfluss auf die seinerzeit junge freikirchliche Bewegung hatte. Seine katechetische und schriftstellerische Begabung führte dazu, dass er als Theologe im Bauernrock bezeichnet wurde.[24]